# Фикотова, Ольга
Ольга Фикотова (чеш. Olga Fikotová; 13 ноября 1932, Мост, Чехословакия — 12 апреля 2024[…], Коста-Меса, США) — чехословацкая, а затем американская легкоатлетка, метательница диска. Олимпийская чемпионка 1956 года с олимпийским рекордом 53,69 м.
До выступлений в лёгкой атлетике играла в баскетбол за клуб BLC Sparta Praha. В 1957 году вышла замуж за американского легкоатлета Гарольда Коннолли и стала выступать за сборную США. Чемпионка США 1957, 1960, 1962, 1964 и 1968 годов.
На олимпийских играх 1960 года заняла 7-е место, на Олимпиаде 1964 года в Токио заняла 12-е место, на Олимпиаде 1968 года заняла 6-е место, на олимпийских играх 1972 года не смогла выйти в финал. Также на церемонии открытия Олимпиады 1972 года была знаменосцем сборной США.
Умерла 12 апреля 2024 года в возрасте 91 года.